# Joseph Zamanski
Joseph Zamanski, né le 18 mai 1874 à Parthenay (Deux-Sèvres) et mort le 22 mars 1962 à Paris, est un industriel français, militant patronal catholique. Il fut le premier président de la Confédération française du patronat, ancêtre du mouvement des Entrepreneurs et dirigeants chrétiens.

## Biographie

### Famille
Joseph Marie Louis Gaston Zamanski est né le 18 mai 1874 à Parthenay (Deux-Sèvres) du mariage de Joseph Albert Adolphe Zamanski (1846-1898), pharmacien et publiciste, et de Marie Anne Radégonde Angèle Auprêtre de Lagenest (1846-1938). Le 10 juillet 1905, il épouse à Poitiers, Marie Marguerite Radegonde Magdeleine Tendron,.
Son grand-père Thaddée Joseph Mathieu Zamanski était originaire de Vilnius en Lituanie ; élève à l’École militaire des Cadets de Varsovie, insurgé en 1830, son frère est tué à ses côtés, il s'engage alors en France dans la Légion Étrangère
Le 10 juillet 1905, il épouse à Poitiers, Marie Marguerite Radegonde Magdeleine Tendron. Il meurt le 22 mars 1962 à Paris

### Formation
Après des études dans un collège jésuite, Joseph Zamanski poursuit des études de droit. Il est licencié ès lettres et licencié en droit.
Avocat, il est inscrit au barreau de la cour d'appel de paris de 1899 à 1912.

### Engagement et vie professionnelle
Étudiant, il s'engage au sein de l’Association catholique de la jeunesse française, mouvement qui donnera naissance aux mouvements JOC, JAC et JEC.
Président de la Conférence Olivaint, il présente dès 1903 au congrès de l’Association catholique de la jeunesse française un rapport sur le contrat collectif de travail.
En 1909, il succède à Henri Savatier à la direction de la rédaction de l'Association catholique - Revue du mouvement catholique social.
Joseph Zamanski succède à Jean Lerolle à la présidence de l'Académie d'éducation et d'études sociales (AES).
En 1912, lors de la neuvième session des semaines sociales, il présente — au sein du cours de doctrine et de pratique sociale — ses réflexions sur Le travail de la femme et la famille.
Dirigeant d’une biscuiterie de luxe, il s’engage dans un militantisme patronal. Dès 1924, il préside les Unions fédérales professionnelles des catholiques qui avaient été fondées en 1905. Associées à l’Union fraternelle du commerce et de l’industrie de Léon Harmel, elles donnent naissance à la Confédération française du patronat dont il est le premier président. Il le restera jusqu'à sa mort en 1962.
Administrateur de mines de 1921 à 1939, il est nommé président-directeur du syndicat d'électrification de Migné-Auxances (dans la Vienne) en 1936.

## Publications
Joseph Zamanski a publié de nombreux ouvrages, articles, discours et conférences. Ses deux ouvrages Nous, catholiques sociaux et L'Avenir de l'entreprise eurent un grand retentissement.
- L'Action sociale dans l'Association catholique de la jeunesse française, rapport présenté au Congrès de Bordeaux, le 9 mars 1907
- Albert de Mun, 1942, éditions P. Lethielleux
- « Les Rapports organisés entre le capital et le travail » in L'Aspect social de la rationalisation dans Les Cahiers du redressement français, no 10
- L'Avenir de l'entreprise, un patronat qui s'engage, 1948
- L'évolution des rapports sociaux dans l'industrie, conférence prononcée le 13 novembre 1952
- Forces nouvelles 1933, Prix Fabien de l'Académie française
- Henri Bazire, éditions P. Lethielleux, 1945
- L'Organisation professionnelle, 1950
- Nous, catholiques sociaux, histoire et histoires, 1947
- La Querelle de l'apprentissage, vers la solution..., 1948
- Syndicalisme révolutionnaire et syndicalisme catholique, 1919
- Structure de l'autorité corporative, 1942

## Distinctions et hommages
Joseph Zamanski était titulaire de la croix de guerre 1914-1918, de la croix des services militaires volontaires, de la médaille commémorative polonaise. Le 6 juillet 1919 il est nommé chevalier de l'ordre national de la Légion d'honneur puis promu officier le 27 décembre 1934 et commandeur le 12 septembre 1951.
En 1934, l'Académie française lui décerne son « Prix Fabien » pour son ouvrage Forces nouvelles.
Le conseil municipal de Migné-Auxances, près de Poitiers, a donné son nom à l'une des voies de la commune.

## Pour approfondir